# 谢力·波曼

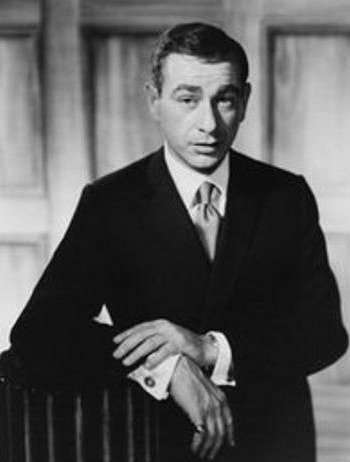
谢力·波曼

谢力·波曼（1925年2月3日 - 2017年9月1日）是一位美国喜剧演员、作家、教师和讲师。 
他曾於1960年獲得葛萊美獎。  2008年，他因在人生如戲中饰演拉里·大衛的父亲而获得艾美奖提名。
谢力·波曼曾在南加州大学教授写作。 